# Андросфінкс

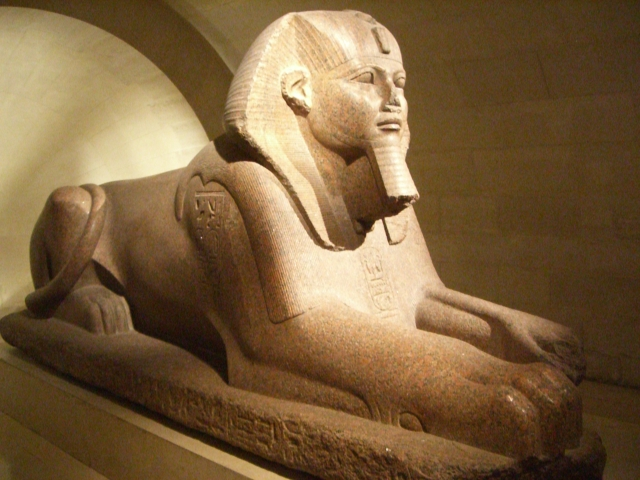

Андросфінкс («людинасфінкс», від грец. Andr-, що означає «людина, чоловік, чоловічий» і грецького «Сфінкс», Σφίγξ, Σφιγγός, «Задухи») - різновид сфінксу з головою людини, що відрізняло його від сфінксів з головою сокола (ієракосфінкс) і барана (кріосфінкс).
Цим словом давньогрецький історик Геродот, який подорожував по Єгипту в середині V ст. до н.е., називав зображення фараонів з тілом людини, головою лева і геометризованої форми бородою (знаком царської влади).
Хоча давньогрецькі сфінкси також мали тіло людини, але при цьому явно були жіночої статі, тому в мистецтвознавчій літературі термін Andro-Sphinx зазвичай використовується для опису єгипетських пам'яток.